# Atlantic Empress
Die Atlantic Empress war ein in Liberia registrierter Öltanker griechischer Eigner. Er hatte eine Tragfähigkeit von 292.666 tdw und war 347 m lang.

## Havarie und Untergang
Auf dem Weg vom Persischen Golf nach Beaumont, Texas, mit 287.000 Tonnen Rohöl für Mobil Oil an Bord kollidierte das Schiff am 19. Juli 1979 in einem Sturm vor Tobago in der Karibik mit dem Tanker Aegean Captain. Es kam zum Brand. Die Schlepper Swartezee, Smit Enterprise, Atlantic und Baltic trafen ein, aber konnten das Feuer nicht löschen. Das Schiff wurde etwa 200 Seemeilen geschleppt. Beim Schleppen des havarierten Schiffs wurde stetig eine Ölmenge freigesetzt, die brannte. Nach vier Tagen unkontrollierten Brandes ereignete sich eine Explosion, am nächsten Tag eine weitere. Am 29. Juli 1979 folgte eine weitere Explosion. Am 2. August 1979 sank das Schiff.